# يوغي بير (فلم)
يوغي بير أو الدب يوغي (بالإنجليزية: Yogi Bear) هو فيلم رسوم متحركة وكوميديا تم إنتاجه في الولايات المتحدة وصدر سنة 2010 بطولة دان أيكرويد وجاستن تمبرليك.

## القصة
صانع أفلام وثائقية يسافر إلى جيليستون بارك لتصوير مشروع وسرعان من يلتقي بيوغي وأصدقائه

## الميزانية والإيرادات
كلف الفيلم 80 مليون دولار وحقق أرباح تقدر بـ 203.5 مليون دولار.

## وصلات خارجية
يوغي بير على موقع IMDb (الإنجليزية)
- يوغي بير على موقع ميتاكريتيك (الإنجليزية)
- يوغي بير على موقع روتن توميتوز (الإنجليزية)
- يوغي بير على موقع نتفليكس (الإنجليزية)
- يوغي بير على موقع قاعدة بيانات الأفلام العربية
- يوغي بير على موقع ألو سيني (الفرنسية)
- يوغي بير على موقع Turner Classic Movies (الإنجليزية)
- يوغي بير على موقع أول موفي (الإنجليزية)
- يوغي بير على موقع بوكس أوفيس موجو (الإنجليزية)
- يوغي بير على موقع فيلمافينيتي (الإسبانية)